# Habitatge a la carretera de Santa Eugènia, 76 (Girona)
L'Habitatge a la carretera de Santa Eugènia, 76 és una obra de Girona inclosa a l'Inventari del Patrimoni Arquitectònic de Catalunya.

## Descripció
És un edifici de planta rectangular entre mitgeres i de planta baixa i tres pisos. Es troba teulat a dues aigües amb el carener paral·lel a façana principal. El teulats resta amagat pel coronament de barana d'obra vista. La composició de la façana principal és simètrica (excepte la planta baixa, de porta de veïns de llinda planera de pedra, de la mateixa manera que la botiga del costat). Les plantes superiors són de balcons amb llindes de pedra polida i d'arrebossats a la segona planta. Els balcons s'aguanten amb mènsules treballades, i les obertures són protegides per guardapols triangulars i treballats. La separació entre la planta baixa i el tercer pis es produeix per un cornisa de motllures. Aquest edifici patí una remunta amb l'afegiment d'un pis més (1987). Aquest, però, s'integra molt bé al conjunt. És d'obra vista vermellosa, els balcons es transformen en balconeres i els guardapols són un sobresortit triangular d'obra vista també. La façana posterior és de balcons terrasses enrasats al plànol de la façana. Arrebossada i composició simètrica.